# Castell de Piltene
El Castell de Piltene és un castell situat en la ciutat de Piltene en la regió històrica de Curlàndia, a l'oest de Letònia. Fins al segle xvi va servir com a capital del Bisbat de Curlàndia.

## Història
El 1559 va ser venut el castell junt les seves terres pel bisbe de Curlàndia al rei Frederic II de Dinamarca per 30.000 ducats. Per evitar la partició hereditària de les seves terres, el rei Frederic II va donar aquest territori com apanatge al seu germà petit Magnus de Holstein, amb la condició que renunciés als seus drets a la successió en els ducats de Schleswig i Holstein. L'any 1560, Magnus va desembarcar amb un exèrcit a Saaremaa on va ser elegit bisbe tot seguit pel capítol de la catedral. Magnus va passar els últims sis anys de la seva vida al castell de Piltene, on va morir el 1583 com a pensionista de la corona polonesa.
Documents escrits demostren que l'any 1621 el castell era en ruïnes i el 1750 la part residencial que quedava en peu va acabar ensorrant-se.